# Oualid Agougil
Oualid Agougil (* 7. August 2005 in Breda) ist ein niederländischer Fußballspieler.
Er spielt seit 2024 in der zweiten Mannschaft des FC Utrecht. Des Weiteren ist er niederländischer Nachwuchsnationalspieler.

## Karriere im Vereinsfußball
Oualid Agougil wurde in Breda geboren und wechselte im Sommer 2019 aus der Jugendabteilung von NAC Breda zu Ajax Amsterdam. Am 28. April 2023 debütierte er beim 1:0-Auswärtssieg im Zweitligaspiel gegen VVV-Venlo in einem Pflichtspiel für die zweite Mannschaft Jong Ajax.
Im Oktober 2024 wechselte er zum FC Utrecht, wo er seither in der zweiten Mannschaft in der Eerste Divisie zum Einsatz kommt.

## Nationalmannschaftskarriere
Oualid Agougil kam in den Altersklassen U15, U17, U18 und U19 für die Nachwuchsnationalmannschaften der Niederlande zum Einsatz.